# Ціна грошей
«Ціна грошей» (англ. Value for Money) — британська комедія 1955 року.

## Сюжет
Чарлі Бродбент живе у провінційному містечку. Він успадковує великий стан, та процвітаючу текстильну фабрику від свого батька. Чарлі ніяк не може зробити пропозицію коханій дівчині — журналістці Етель. І тоді втручається доля в особі лондонської танцівниці Руфіни…

## У ролях
| Актор            | Роль             |
| ---------------- | ---------------- |
| Джон Грегсон     | Чейлі Бродбент   |
| Діана Дорс       | Руфіна Вест      |
| Сьюзан Стівен    | Етель            |
| Дерек Фарр       | герцог Поплевелл |
| Френк Петтінгелл | мер Гіггінс      |
| Чарльз Віктор    | Люмм             |
| Ернест Тесайгер  | лорд Дьюсбери    |
| Гел Осмонд       | містер Гелл      |
| Джилл Адамс      | Джой             |
| Джоан Гіксон     | місіс Перкінс    |
| Джеймс Грегсон   | Олдройд          |
| Дональд Плезенс  | Лімпі            |
| Джон Глін-Джонс  | Аркрайт          |
| Леслі Філліпс    | Робджонс         |
| Ферді Мейн       | офіціант         |
| Чарльз Ллойд Пек | містер Джидбрук  |